# Tomi Rumpunen
Tomi Rumpunen (* 11. April 1987 in Raisio) ist ein finnischer Volleyballspieler.

## Karriere
Rumpunen begann seine Karriere bei seinem Heimatverein Raision Loimu. Dort spielte bereits sein Vater, der Nationalspieler Kai Rumpunen, der auch sein erster Trainer war. 2005/06 absolvierte Tomi Rumpunen seine erste Saison in der ersten finnischen Liga. 2008 wechselte er zu Salon Piivolley. In der Saison 2010/11 spielte der Außenangreifer für Hurrikaani Loimaa. Danach ging er nach Deutschland zu den A!B!C Titans Berg. Land. Mit den Wuppertalern schaffte er den Aufstieg in die erste Bundesliga. Rumpunen kehrte jedoch in seine Heimat zurück. Mit Kokkolan Tiikerit wurde er 2013 als Kapitän der Mannschaft finnischer Meister. In der folgenden Saison gewann das Team den nationalen Pokal und wurde Vizemeister. Außerdem nahm Kokkolan Tiikerit am Europapokal teil. 2014/15 spielte Rumpunen wieder für Raision Loimu. 2015 nahm er mit der finnischen Nationalmannschaft an der Weltliga teil. Dabei stand er zusammen mit seinem jüngeren Bruder Ossi Rumpunen im Kader. In seiner Heimatstadt wurde er zum Sportler des Jahres 2015 gewählt. In der Saison 2015/16 war der Außenangreifer erneut im Ausland aktiv und spielte in der rumänischen Liga bei Tricolorul LMV Ploiești. Anschließend wurde er vom deutschen Bundesligisten SWD Powervolleys Düren verpflichtet. Dort spielte er in der Saison 2016/17 zusammen mit seinem Bruder und erreichte den dritten Platz in der Liga. Danach wechselte er zum französischen Zweitligisten Association Sportive Orange Nassau.